# Agent Nielsen
Agent Nielsen er en eksperimentalfilm instrueret af Christian Alsted efter manuskript af Finn Nesgaard og Christian Alsted.

## Handling
Glimt og episoder fra tilværelsen, som agent i livet, efter en skilsmisse...